# Stade Océane
Stade Océane (eller Grand Stade du Havre) är en fotbollsarena i Le Havre, Frankrike med kapacitet för 25 181 sittplatser vid fotboll. Det är hemmastadion för Le Havre AC och ersatte Stade Jules Deschaseaux. Efter byggstart 2010 invigdes anläggningen den 12 juli 2012, med en vänskapsmatch mellan Le Havre AC och Lille OSC. En liknande stadion har byggts i Haifa av KSS Architects. 
Under Världsmästerskapet i fotboll för damer 2019 användes denna stadion för matcher fram till kvartsfinalen.